# Феликс Менделсон Бартолди
Якоб Лудвиг Феликс Менделсон Бартолди (на немски: Jakob Ludwig Felix Mendelssohn Bartholdy), известен като Феликс Менделсон, е германски композитор от еврейски произход, диригент и пианист. Известен е като автор на прочутия „Сватбен марш“.

## Биография
Роден е в богатото и интелигентно семейство на банкера от еврейски произход Авраам Менделсон, което често е посещавано от най-видните интелектуалци за онова време: Фридрих Хегел, Йохан Волфганг Гьоте, Карл Мария фон Вебер, Карл Целтел и др. Негов дядо е еврейският философ Мозес Менделсон, основател на движението Хаскала (Еврейско просвещение). Баща му и майка му Лия обаче приемат християнството и променят фамилията си на Менделсон Бартолди.
През младите си години Менделсон работи, като следва класическите традиции в музиката. На 20-годишна възраст Менделсон изпълнява за първи път „Матеус Пасион“ на Йохан Себастиан Бах – 80 години след смъртта на известния композитор.
През октомври 1830 г. предприема продължително турне из Италия. Неговата „Италианска симфония“ е вдъхновена емоционално от преживяното по време на пътуването.
След завръщането си през 1835 г. Менделсон става общински музикален диригент и създава Лайпцигската консерватория. Сборникът, известен като Lieder ohne Wort („Песни без думи“) и състоящ се от 49 къси пиеси за пиано, композирани за начинаещи пианисти, е сред последните шедьоври, които Менделсон оставя на света.
През 1838 г. се жени за Сесил Жанрено. Бракът му е нетипично спокоен в сравнение с другите композитори от този период. Творци като Шопен, Лист и Берлиоз са силно повлияни от бурните си романтични връзки, докато Менделсон се наслаждава на семейната си идилия.
Умира в Лайпциг на 4 ноември 1847 г.

## Творчество
Менделсон е представител на романтизма в музиката. Той е основоположник на програмната концертна увертюра.

### Симфонии
- „Италианска симфония“ – 1833
- „Реформационна симфония“ – 1830 – 1832
- „Шотландска симфония“ – 1830 – 1842

### Симфонични увертюри
- „Сън в лятна нощ“ – 1826
- „Морска тишина и щастливо плаване“ – 1828
- „Хебриди“ – 1830 – 1832
- „Прекрасната Мелузина“ – 1833
- „Рюи Браз“ – 1839

### Концерти
- „Концерти за пиано и оркестър в сол минор“ – (1834)
- „Концерти за пиано и оркестър в ре минор“ – (1837)
- „Rondo brilliant за пиано и оркестър“ – (1834)
- „Концерт за цигулка и пиано в ми минор“ – (1844)

На 25 януари 1858 г. за първи път е изпълнено най-популярното му произведение „Сватбен марш“.